# Torre Jussana
La Torre Jussana és un edifici del barri de la Clota, al districte d'Horta-Guinardó de Barcelona, catalogada com a bé amb elements d'interès (categoria C).

## Història
Deu el seu nom a una antiga torre de defensa, de la que no queda cap vestigi. En el seu testament del 1460, Antònia Torralba, «senyora de la Torre de Sant Genís d'Horta», va llegar l'extensa finca, coneguda amb el nom de mas Soler, al seu marit Joan d'Hostalric i Sabastida. El 1540 pertanyia a la família Gausach, i posteriorment passà a mans de la comtessa de Benavente, que el 1585 la vengué a Miquel Lavallol. El 1722, passà a mans dels monjos del monestir de Sant Jeroni de la Vall d'Hebron, i segons consignà Bernat Bransí (propietari de Can Bransí) en el Cuestionario de Francisco Zamora (1789): «La Torre Jussana, deshabitada, por lo antigua que es y se conoce que en aquellos tiempos sería cosa de gusto»
El 1798, els monjos van establir la finca en emfiteusi a l'indià Josep Milà de la Roca i Serra, que morí el 1803 i deixà com a hereu el seu fill Josep Joaquim Milà i de la Roca i Astigarraga, que va transformar l'antiga masia en una sumptuosa mansió. El 1824, a causa  de la devallada dels negocis i la situació econòmica de la família, va haver de vendre la finca al comerciant de Vilanova i la Geltrú Isidre Inglada i Marquès, que la portà a la seva esplendor i la transformà en un lloc aristocràtic. A la seva mort el 1852, la Torre Jussana fou heretada pel seu nebot Josep Vallier i Codolar, que hi feu construir una sepultura o panteó familiar amb espai per a sis individus, trobat durant les obres de rehabilitació de l'immoble. A partir dels materials abocats, es pot dir que va ser amortitzada a començaments del segle xx, segurament després del trasllat dels cossos a un cementiri.
El 1979 s'hi instal·là l'escola Nostre Temps, que va tancar l'any 1988. El 1992, l'Ajuntament de Barcelona esdevingué propietari de la finca i hi instal·là les oficines de l'Olimpíada Cultural. El 1995, hi havia l'Agència de Serveis a les Associacions, que hagué d'abandonar l'edifici el 2003 a causa del mal estat que presentava. Després de ser rehabilitat, el novembre del 2008 el servei retornà amb el nom Centre de Serveis a les Associacions. Durant el 2009 es procedí a la rehabilitació dels espais exteriors per a millorar-ne l'accessibilitat, i el 18 de setembre d'aquest any s'inaugurà definitivament l'equipament totalment rehabilitat.

## Descripció
D'estil neoclàssic amb influència francesa, inspirada en l'Hôtel Guimard de Claude-Nicolas Ledoux, es tracta d'un dels millors exemples de les torres construïdes el segle xx per les famílies benestants barcelonines als afores de la ciutat.
La composició es basa en l'acumulació de blocs geomètrics amb gran simetria. Hi destaca el porxo d'accés amb una doble escalinata i balustrada, sustentat per columnes d'ordre jònic i coronat per un nínxol amb un gerro de terracota.